# عبارة (رياضيات)
العبارة (أو التركيب الجبري أو المقدار الجبري) في الرياضيات، هي ما تكون من حد جبري أو عدة حدود تربط بعضها ببعض إشارة الجمع أو الطرح مثل 2 x ، x3 - 3 y.

## أمثلة
يتراوح استخدام التعبيرات من البساطة:
{\displaystyle 0+0}
{\displaystyle 8x-5}   (متعددة الحدود)
{\displaystyle 7{{x}^{2}}+4x-10}   (دالة تربيعية)
{\displaystyle {\frac {x-1}{{{x}^{2}}+12}}}   (دالة كسرية)
إلى المجمع:
{\displaystyle f(a)+\sum _{k=1}^{n}\left.{\frac {1}{k!}}{\frac {d^{k}}{dt^{k}}}\right|_{t=0}f(u(t))+\int _{0}^{1}{\frac {(1-t)^{n}}{n!}}{\frac {d^{n+1}}{dt^{n+1}}}f(u(t))\,dt.}

## هوامش